# 沃尔耶·安德松
沃尔耶·安德松（瑞典語：Volger Andersson，1896年1月19日—1969年10月6日），瑞典男子越野滑雪运动员。他曾代表瑞典参加1928年冬季奥林匹克运动会越野滑雪比赛，获得男子50公里铜牌。